# Albert Balink
Albert Balink ('s-Hertogenbosch, 3 agosto 1906 – Pensacola, 8 febbraio 1976) è stato un regista e giornalista olandese, naturalizzato statunitense.
Sebbene l'esigua filmografia, fu la più importante figura del cinema indonesiano pre-occupazione giapponese. Nato nei Paesi Bassi, lavorò nelle Indie orientali olandesi come giornalista scrivendo molto sul cinema. Dopo aver appreso il mestiere dai libri, a metà degli anni trenta realizzò un documentario, seguito da due film. Nel 1938 emigrò negli Stati Uniti e si sposò, fondando e diventando l'editore di The Knickerbocker. I suoi due film, Pareh - Il canto della risaia (1936) e Terang Boelan (1937), sono considerati i più importanti delle Indie orientali olandesi di quel periodo, per la loro fortuna sia commerciale sia culturale.

## Biografia
Balink nacque il 3 agosto 1906 a 's-Hertogenbosch, Paesi Bassi. Tra gli anni venti e trenta fu reporter per il De Locomotief, un quotidiano di Semarang, e per il Soematra Post di Medan. Il suo interesse principale, oltre al giornalismo, era anche il cinema.
Con i fratelli Wong, aprì nel 1934 lo studio di produzione Java Pacific Film, in quelle che all'epoca erano le Indie orientali olandesi. Egli era tuttavia inesperto di cinematografia, avendone solo una conoscenza teorica derivata dalla lettura di alcuni saggi. La compagnia, che aveva sede in una vecchia fabbrica di farina di tapioca, realizzò quello stesso anno la sua prima produzione: De Merapi Dreigt. Pubblicizzato come il primo documentario sonoro delle Indie orientali olandesi, fu un successo di critica. Tuttavia, il principale interesse di Balink era nei film. Tutti i lungometraggi usciti in quella zona geografica tra il 1934 e il 1935 erano stati diretti da The Teng Chun, basati sulla mitologia cinese o sulle arti marziali e indirizzati a un pubblico popolare, generalmente di etnia cinese. Balink intendeva invece raggiungere un pubblico di rango più elevato.
Produsse quindi nel 1936 Pareh - Il canto della risaia, una pellicola etnografica considerata il precursore dei film "Indonesia Indah". Balink collaborò nella sceneggiatura con Mannus Franken, un cineasta danese che portò con sé nel Paese per garantire una certa qualità artistica, e lavorò per ottenere finanziamenti da vari sponsor, trascorrendo più di un anno a girare per le Indie per lanciare l'opera, avendo già deciso come sarebbero stati i personaggi. Tuttavia, il film, che era costato 75 000 fiorini olandesi indonesiani, fu un flop e mandò in bancarotta la compagnia, incluso Balink, nonostante fosse ben accolto nei Paesi Bassi.
Balink trovò comunque un sostegno finanziario per istituire il Sindacato del Cinema delle Indie olandesi (o ANIF), che produsse il suo primo cinegiornale il 22 dicembre 1936; questa bobina mostrava il mercato di Gambir, i festeggiamenti nel palazzo del governatore generale e l'inaugurazione del Tjarda van Starkenborgh Stachouwer.
Nel 1937, diresse Terang Boelan, «spesso descritto come il primo lungometraggio indonesiano in malese». La storia, incentrata su una giovane coppia che non ha ricevuto il benestare dei genitori, venne scritta dal giornalista Saeroen. Fu, a differenza del precedente film, un enorme successo commerciale, tant'è che mantenne il primato del lungometraggio col più alto profitto al botteghino fino al 1953, spodestato da Krisis, uscito quando l'Indonesia era diventata uno stato indipendente. Tuttavia, i sostenitori dello studio disapprovarono l'interesse di Balink per i film, portandolo a lasciare le Indie per tentare senza successo di diventare un regista a Hollywood. Nel 1991 l'antropologo visuale statunitense Karl G. Heider scrisse che Pareh e Terang Boelan furono le due opere culturalmente più importanti del cinema indonesiano degli anni trenta.
Nel marzo 1938 Balink emigrò pertanto negli Stati Uniti, divenne cittadino e lavorò come corrispondente per il de Volkskrant. Il censimento degli Stati Uniti del 1940 indicava che viveva nel Queens, New York, con sua moglie Lydia, una donna del New Jersey di 12 anni più giovane; Lydia lavorò con lui come segretaria. Nel 1948, pubblicò uno studio socioeconomico sui Caraibi, My Paradise is Hell. Negli anni cinquanta fondò il periodico The Knickerbocker, per gli immigrati danesi, con il quale aiutò Han Urbanus a entrare nei New York Giants e in cui istituì il William the Silent Award Committee. All'inizio del 1953 prestò servizio come dirigente della Holland Flood Relief Inc., che contribuì a coordinare gli sforzi di soccorso durante l'Inondazione causata dal Mare del Nord nel 1953. Era anche un giocatore di tennis dilettante attivo.
Balink morì a Pensacola, in Florida, l'8 febbraio 1976.

### Vita privata
Albert Balink e Lydia Spyker (1918-1997) ebbero tre figli: Linda Joan Balink-White (nata nel 1940 a Pensacola) ex-capitano della marina statunitense, Robert Carrington Balink (nato nel 1942 a Colorado Springs) Colorado Springs e Patricia Anne (Balink) Taylor (nata nel 1954 a Simi Valley).

## Filmografia
- De Merapi Dreigt (1934)
- Pareh - Il canto della risaia (Pareh), co-diretto da Mannus Franken (1936)
- Terang Boelan (1937)